# Shazad Latif
Shazad Latif, född 8 juli 1988 i London, är en brittisk skådespelare.
Latif har bland annat medverkat i filmen The Commuter. Han har även medverkat TV-serierna Nautilus – kapten Nemos äventyr och Star Trek: Discovery.

## Filmografi (i urval)
- 2017–2019 – Star Trek: Discovery (TV-serie)
- 2018 – The Commuter
- 2024 – Nautilus – kapten Nemos äventyr (TV-serie)
- 2026 – Wuthering Heights